# 2038 Бістро
2038 Бістро (2038 Bistro) — астероїд головного поясу, відкритий 24 листопада 1973 року.
Тіссеранів параметр щодо Юпітера — 3,454.